# بيت القعود (السدة)

تعديل مصدري - تعديل

بيت القعود هي إحدى قرى عزلة جبل حجاج بمديرية السدة التابعة لمحافظة إب، بلغ تعداد سكانها 76 نسمة حسب تعداد اليمن لعام 2004.